# Бийи (Кальвадос)
Бийи́ (фр. Billy) — коммуна во Франции, находится в регионе Нижняя Нормандия. Департамент коммуны — Кальвадос. Входит в состав кантона Бургебюс. Округ коммуны — Кан.
Код INSEE коммуны — 14074.

## Население
Население коммуны на 2010 год составляло 331 человек.
| 1962 | 1968 | 1975 | 1982 | 1990 | 1999 | 2010 |
| ---- | ---- | ---- | ---- | ---- | ---- | ---- |
| 204  | 210  | 218  | 282  | 325  | 317  | 331  |

## Экономика
В 2010 году среди 215 человек трудоспособного возраста (15—64 лет) 150 были экономически активными, 65 — неактивными (показатель активности — 69,8 %, в 1999 году было 62,6 %). Из 150 активных жителей работали 142 человека (78 мужчин и 64 женщины), безработных было 8 (0 мужчин и 8 женщин). Среди 65 неактивных 20 человек были учениками или студентами, 26 — пенсионерами, 19 были неактивными по другим причинам.